# Janice Degia
Janice Degia (ur. 1974 na Nauru) – nauruańska sztangistka, uczestniczka Mistrzostw Świata w Podnoszeniu Ciężarów 1995, mistrzyni Oceanii.
W 1995 roku podczas Mistrzostw Świata w Guangzhou, startowała w kategorii wagowej do 46 kilogramów. Spośród sześciu prób zaliczyła zaledwie jedną. W rwaniu wszystkie trzy próby spaliła, a w podrzucie miała jedną udaną próbę. Podrzuciła 50 kilogramów, jednak nie została sklasyfikowana.